# Krematorium

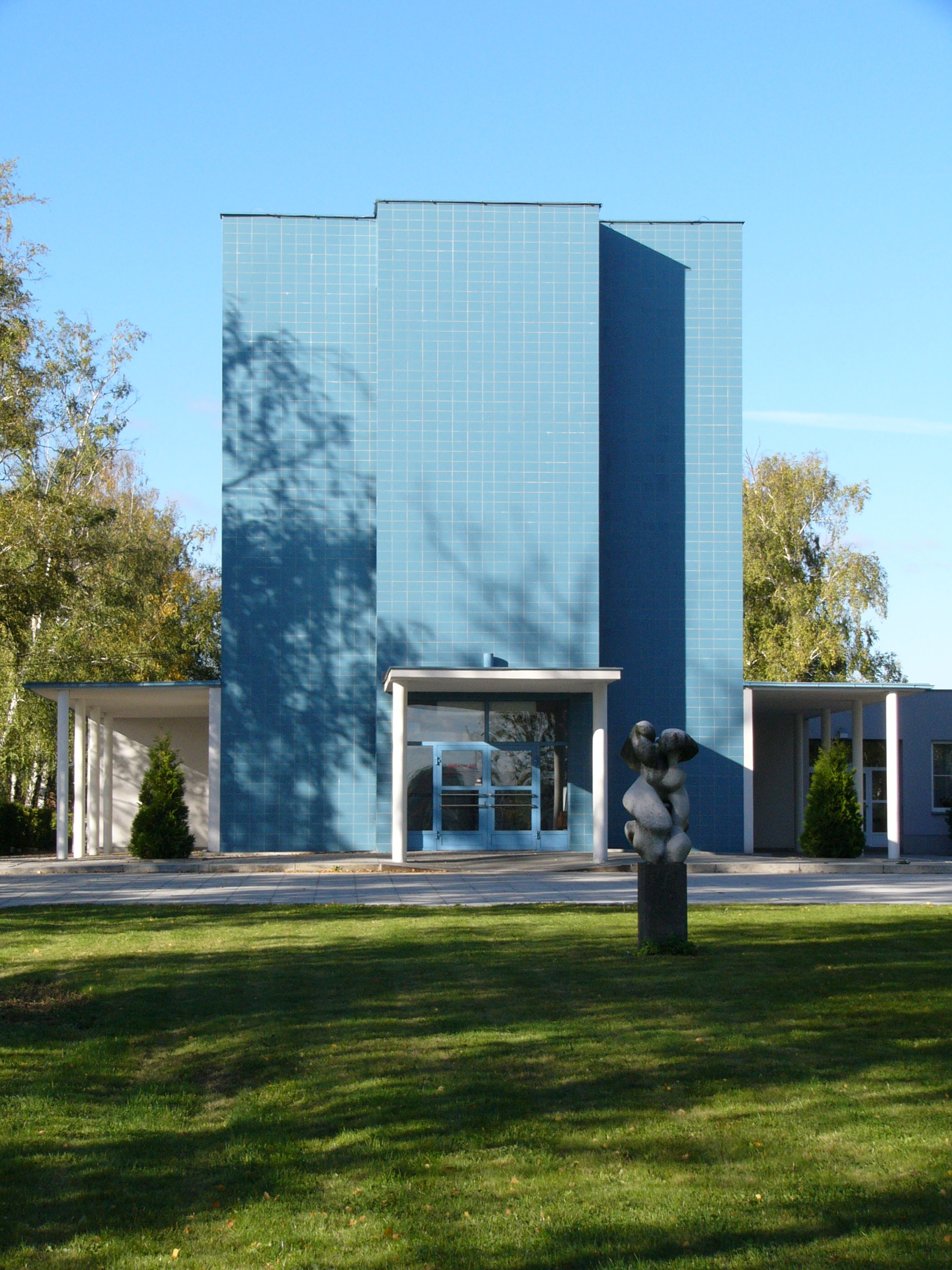
Krematorium i Olomouc, Tjeckien.

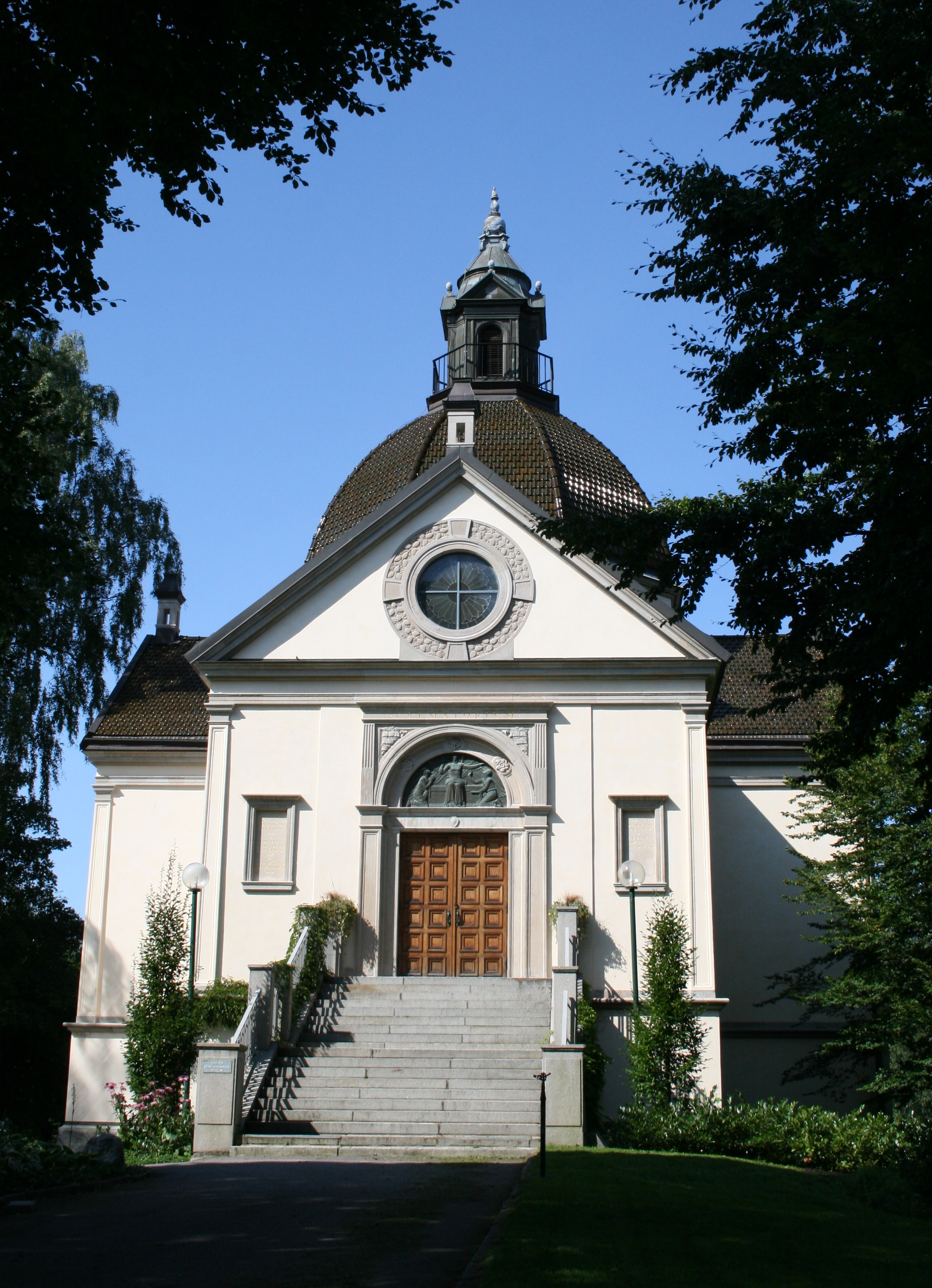
Sveriges första permanenta Likbränningsanstalt uppfört 1909, idag benämnt Norra krematoriet men också Norra kapellet då det inte används som anstalt längre. Beläget på Stockholms norra begravningsplats.

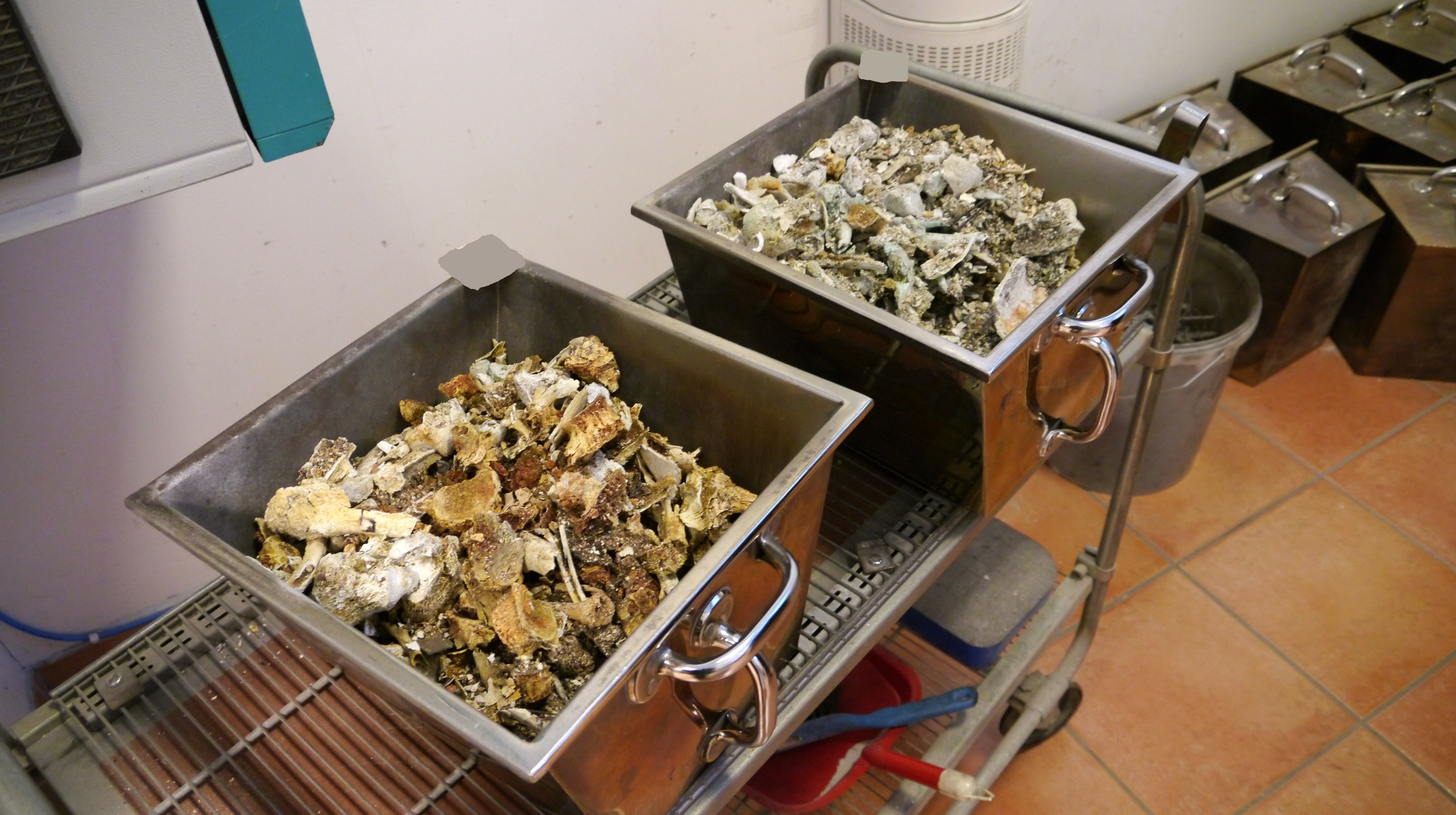
Kranie- och benrester efter kalcinering.

Ett krematorium är en anläggning för destruktion (kremering) av avlidna. Ordet ersatte på 1930-talet det tidigare använda likbränningsanstalt.  
De flesta kremeringsugnar, incineratorer, drivs med brännolja, och temperaturen i ugnen rör sig mellan 700 och 1250 °C när kroppen förbränns. Av en normalstor människa blir det drygt 3 till 5 kilo kalcinerat skelett kvar. Efter att eventuella metallproteser silats bort så läggs detta i en kvarn som kallas askberedare. Fraktionerna, som efter malningen kallas för aska eller stoft, är en jordartsmetall med en diametern på 0,06 – 2,5 mm och påminner om grovsand. De samlas upp i en urna för gravsättning i en familjegrav, en urngrav, en nisch i ett kolumbarium eller minneslund. Vid full drift kan i en krematorieugn kremeras fyra till sex döda per dag.

## Krematorier i Sverige
Sveriges första, ej provisoriska anstalt, byggdes på Stockholms norra begravningsplats 1909 av Svenska Likbränningsföreningen med hjälp av frikostiga donationer. Arkitekt var Gustaf Lindgren och stilen var modifierad ungrenässans. Byggd i tre våningar med en hydraulisk hissanordning som sänkte ner kistan från kapellvåningen till bränningsrummet som låg undertill, insprängt i berggrunden. På 1920-talet kompletterades det med ett kolumbarium.
Fram till 1929 byggde föreningen fem anstalter. Under 1930-talet upprättas ett samarbete med Svenska Kyrkan. Totalt byggdes det 18 anstalter under 1930-talet. Kyrkans delaktighet och införandet av nybildade termer som krematorium gjorde att idén om likbränning etablerades även hos arbetarklassen i mitten av 1900-talet. Fram till dess var frågan om eldbegängelse en kampfråga för den borgerliga kultureliten.
Ett känt krematoriekapell är det tredubbla kapellet inom Skogskrematoriet som uppfördes i slutet av 1930-talet på Skogskyrkogården i Stockholm.Ett annat känd krematorium är Helsingborgs krematorium som utfördes 1927-29 av Ragnar Östberg, med utgångspunkt från det av Ferdinand Boberg till Baltiska utställningen i Malmö uppförda utställningskrematoriet med "dödens sal" och "livets sal".
Krematorier i Sverige är oftast inrymda i eller intill byggnaden som används som gravkapell.
Under 1990-talet ålades Sveriges krematorier att installera särskilda avskiljare för kvicksilver i och med att man blivit uppmärksam på att amalgamet i de avlidnas tänder kan ge halter av metalliskt kvicksilver som överstiger de allt lägre gränsvärdena. 

## Nazityskland
Under andra världskriget använde nazisterna särskilda krematorier för att bränna liken efter människor som mördats eller avlidit p.g.a. de svåra förhållandena i fånglägren. Man lade liken i stora ugnar. Krematorierna var belägna i anslutning till koncentrationsläger.